# Публий Нигидий Фигул
Публий Нигидий Фигул (на латински: Publius Nigidius Figulus; * 98 пр.н.е.; † 45 г. пр.н.е.) е учител, политик и философ на Римската република през 1 век пр.н.е.
Произлиза от фамилията Нигидии, клон Фигул, което означава „Грънчар“. Вероятно е от етруски произход. Баща му Гай Нигидий е бил претор през 145 г. пр.н.е. в Близка Испания.
През 63 г. пр.н.е. Нигидий е в Сената и е от най-близките приятели (amicissimi) на Цицерон, който тогава е консул, и го поддържа в борбата с Катилинския заговор. Той е един от водещите протокола по време на разпитите пред Сената на свидетелите против Катилина.
През 60 г. пр.н.е. е едил. През 59 г. пр.н.е. той е народен трибун. През 58 г. пр.н.е. е претор. През 51 г. пр.н.е. е в делегация и на връщане в Ефес се среща с Цицерон. Той поддържа Помпей през гражданската война против Юлий Цезар. През февруари 49 г. пр.н.е. той е в Корфиниум при Луций Домиций Ахенобарб, който е главнокомандващ на войските на Помпей и попада в плен. Тогава Нигидий отива в Капуа и от там в Епир при войските на Помпей.
След загубата на Помпей в битката при Фарсала (август 48 г.), Нигидий отива в изгнание, откъдето моли Цицерон за помощ да се върне в Рим, а той му отговаря, че е още рано и че ще се постарае да му помогне. Нигидий умира в изгнанието си през 45 г. пр.н.е.

## Творчество
От произведенията на Нигидий са останали малко фрагменти. Познати са негови 12 произведения от цитати и споменаване:
- Commentarii grammatici, латинска граматика в 29 книги
- De gestu (За жестовете)
- De dis (За боговете), в 19 книги
- De augurio privato (За предсказания с птици)
- De extis (За предсказания с вътрешности на жертвопринасяни животни)
- De somniis (За сънищата)
- Бронтоскопийски календар (За гръмотевиците – на гр.: brontḗ)
- De sphaera (За небето)
- De terris (За местата на земята), география
- De ventis (За ветровете) в четири книги
- De hominum natura (За човека), антропология в четири книги
- De animalibus (За животните), зоология в четири книги